# Karl Wilhelm Nose

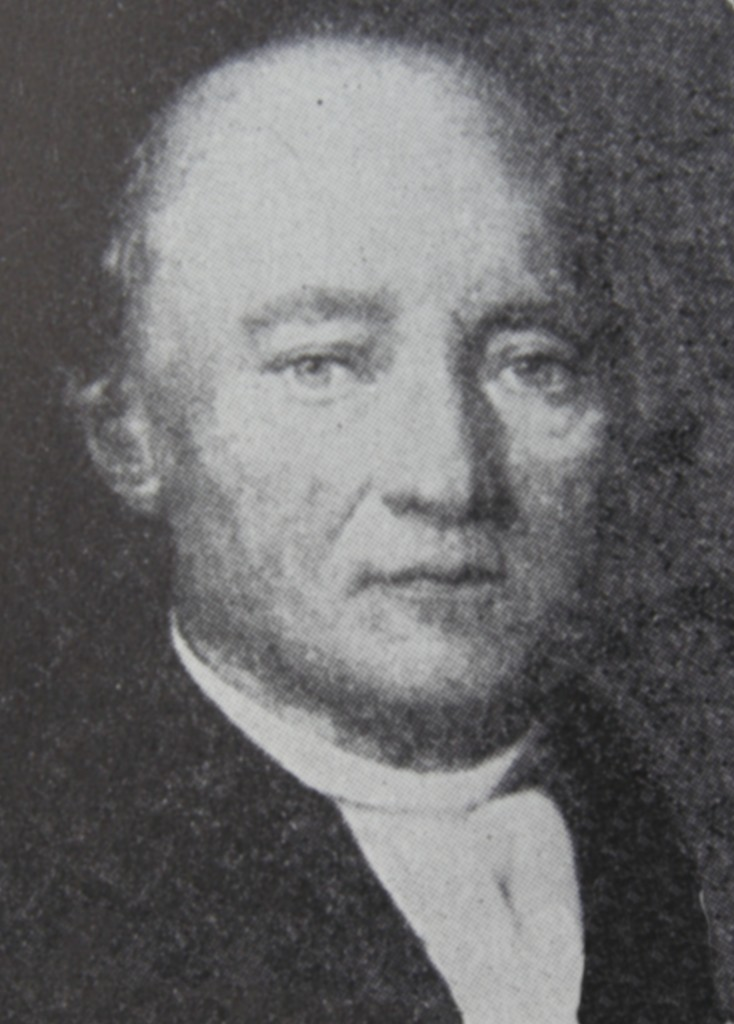
Karl Wilhelm Nose

Karl (auch Carl) Wilhelm Nose (* 18. November 1753 in Braunschweig; † 22. Juni 1835 in Köln) war ein deutscher Arzt und Mineraloge.

## Leben
Nose war der Sohn des Kommissars Anton Diederich Nose. Er studierte Medizin und ließ sich nach erfolgreicher Approbation als Arzt in Augsburg nieder. Später wechselte er im selben Beruf nach Elberfeld.
Als Privatier ließ sich Nose erst in Köln nieder, später dann für einige Zeit in Bonn. Zuletzt wohnte er am Ursulaplatz 1 in Köln. In erster Ehe war er verheiratet mit Caroline Wilhelmine Hundsberg. Nach ihrem Tod heiratete er Johanna Maria Plücker (1763–1835), die ihn nur um wenige Monate überlebte. Die nicht mehr vorhandene Grabstätte der Eheleute befand sich auf dem Kölner Melaten-Friedhof.
Neben seinem Brotberuf interessierte sich Nose vor allem für die Naturwissenschaften. Über die Chemie kam er dann bald zur Mineralogie und veröffentlichte auf diesem Gebiet einige für die zeitgenössische Forschung wichtige Schriften. Aber auch Geographie und Geschichte fanden sein Interesse. 1808 beschrieb Nose ein Mineral vulkanischen Ursprungs, das er – da es dem Spinell ähnlich war – Spinellan nannte. Der Chemiker Martin Heinrich Klaproth nannte dieses Mineral später Nosean, zu Ehren Karl Wilhelm Noses.
1789 beschrieb er erstmals das Mineral Sanidin.

## Ehrungen und Mitgliedschaften
- Braunschweigischer Bergrat
- Oranisch-nassauischer Legationsrat
- Mitglied der Leopoldina seit 1780 unter dem akademischen Beinamen Artephius III.[3]
- Außerordentliches Mitglied der Kurpfälzischen Akademie der Wissenschaften, 1791[4]
- Korrespondierendes Mitglied der Bayerischen Akademie der Wissenschaften seit 1807

## Schriften (Auswahl)
- Versuch einiger Beiträge zur Chemie, 1778
- Abhandlung vom Mennigebrennen. Besonders in Deutschland. Lochner, Nürnberg 1779 (Digitalisat).
- Über einige besonders gebildete Quarzdrusen. In: Schriften der Gesellschaft naturforschender Freunde zu Berlin. Bd. 8 (1788), S. 260–270 (Digitalisat).
- Reißblei in Kupfergrün. In: Crell’s Annalen. 1788.
- Ueber das Schiefergebirge, 1789 (mit der Erstbeschreibung von Sanidin)
- Orographische Briefe über das Siebengebirge und die benachbarten, zum Theil vulkanischen Gegenden beyder Ufer des Niederrheins, Erster Teil, westliche Rheinseite, Frankfurt 1789, zweiter Teil, östliche Rheinseite, Frankfurt 1790.
- Ueber die Zuläßigkeit einer Auswahl unter klinischen Geschäften für freye Aerzte. Gebhard & Körber, Frankfurt am Main 1790 (Digitalisat).
- Orographische Briefe an Becher über die sauerländischen Gebirge in Westfalen, 1791
- Von der Geduld besonders des Arztes am Krankenbette : Ein Aufsatz, veranlaßt durch die fünfzigjährige Amts-Jubelfeyer eines verdienten Arztes. Gebhard & Körber, Frankfurt am Main 1791 (Digitalisat).
- Gründe eines Arztes, der medicinischen Praxis zu entsagen und sich über die am Krankenbette begangenen Fehler zu  beruhigen. Gebhard & Körber, Frankfurt am Main 1791 (Digitalisat).
- Beiträge zu den Vorstellungsarten über vulkanische Gegenstände, 3 Teile, 1792, 1793, 1794
- Beschreibung einer Sammlung von meist vulkanisirten Fossilien die Déodat de Dolomieu von Malta aus nach Augsburg und Berlin versandte. Gebhard & Körber, Frankfurt am Main 1797 (Digitalisat).
- Mineralogische Studien über die Gebirge am Niederrhein. Nach der Handschrift eines Privatisirenden herausgegeben von Johann Jakob Nöggerath. Hermann, Frankfurt am Main 1808 (Digitalisat).
- Über die Bimssteine und deren Porphyre. Thiriaert, Köln 1819.
- Historische Symbola, die Basalt-Genesis betreffend, 1820
- Kritik der geologischen Theorie, besonders der von Breislak und jener ähnlichen. 2 Bde. Weber, Bonn 1821/22 (Digitalisate: Bd. 1; Bd. 2).
- Beschluß der Kritik der bisherigen geologischen Theorie, 11834